# 尼泊爾河流列表
尼泊爾河流列表，列舉全部或部分流經尼泊爾的河流，並依流域的地理位置排序。支流則由河口至源頭排序。
- 恆河
  - 默哈嫩達河
    - 梅吉河
    - 坎開河

  - 戈西河-沙普塔戈西河
    - 阿龍河
    - 遜柯西河
      - 都得科西河
        - 伊姆扎河

      - 波特科西河

  - 巴格馬蒂河
  - 甘達基河-那拉雅尼河
  - 加格拉河-卡拿里河
    - 夏達河